# Tukkispecht
De tukkispecht (Meiglyptes tukki) is een soort specht die voorkomt in de Indische Archipel.

## Kenmerken
De tukkispecht is 21 cm lang. Op afstand lijkt het een donkerbruine vogel, dichterbij wordt de fijne okerkleurige streping zichtbaar op de vleugels en de buik. De kop is egaal grijs gekleurd. Verder heeft de vogel een zwarte halsband die onderbroken wordt door een lichte, okerkleurige vlek op de nek. Het mannetje heeft een rode baardstreep.

## Verspreiding en leefgebied
De tukkispecht is een standvogel in regenwoud (tot op 600 m boven de zeespiegel) en secondair bos, mits er veel dood hout aanwezig is. Het is een vogel die zich vaak ophoudt in de laag gelegen delen van het bos en foerageert op mieren- en termietennesten en op afgevallen vermolmd hout.
De vogel komt voor op het schiereiland Malakka, Sumatra en Borneo. Er worden vijf ondersoorten onderscheiden.
- M. t. tukki (de nominaat) heeft het grootste verspreidingsgebied op alle grote (schier-)eilanden.
- M. t. percnerpes komt voor in het zuiden van Borneo.
- M. t. batu is een eilandondersoort van de Batoe-eilanden.
- M. t. pulonis een eilandondersoort van Pulau Banggi (kust van Noord-Borneo)
- M. t. infuscatus een eilandondersoort van Nias.

## Status
De grootte van de wereldpopulatie is niet gekwantificeerd, de vogel is plaatselijk (zoals op Borneo) nog algemeen, maar gaat door de voortschrijdende ontbossingen in aantal achteruit. Om deze reden staat de tukkispecht als gevoelig op de Rode Lijst van de IUCN.